# Mateusz Wilangowski
Mateusz Wilangowski, né le 7 octobre 1991, est un rameur polonais.

## Palmarès

### Championnats du monde
- 2014 à Amsterdam,  Pays-Bas
  -  Médaille de bronze en huit
- 2019 à Ottensheim,  Autriche
  -  Médaille d'or en quatre de pointe

### Championnats d'Europe
- 2017 à Račice,  République tchèque
  -  Médaille d'argent en huit
- 2019 à Lucerne,  Suisse
  -  Médaille d'argent en quatre de pointe